# Darko Krajnc
Darko Krajnc, slovenski politik, * 9. maj 1975, Maribor.
Po izobrazbi je magister sociologije in socialnega dela. V času študija je bil izvoljen kot prvi predsednik Študentske organizacije Slovenije. Od leta 2004 do leta 2012 je bil predsednik Stranke mladih - zeleni Evrope (SMS - ZELENI) in je bil kandidat na predsedniških volitvah leta 2007. Leta 2022 se je včlanil v slovensko politično stranko Gibanje Svoboda.

## Življenjepis
Darko Krajnc je otroštvo preživel v rejniški družini na Zgornji Velki. Po končani osnovni šoli se je vpisal na Srednjo kovinarsko in metalurško šolo v Mariboru. Po opravljeni diplomi na Fakulteti za socialno delo v Ljubljani je leta 2007 z magistrskim delom na temo "Študentsko delo in zaposlovanje mladih" postal magister sociologije in socialnega dela. 

## Javno delovanje

### Doma
Krajnc je svoje politično delovanje začel kot predsednik študentskega doma Akademski kolegij, nato je 3 mandate deloval kot študentski poslanec FSD v študentskem parlamentu ŠOU v Ljubljani. Bil je tudi študentski minister za socialo in zdravstvo ter pomočnik predsednika ŠOU v Ljubljani. Leta 2003 je bil imenovan na položaj prvega predsednika Študentske organizacije Slovenije, deloval pa je tudi kot član organov Sveta Vlade RS za študentska vprašanja.
Med letoma 2001 in 2011 je deloval kot predsednik Športnega društva Sveta Ana.
Od leta 2004 do leta 2014 je deloval kot občinski svetnik v občini Šentilj, istega leta, 2004, pa je prevzel tudi vodenje SMS - Stranke mladih Slovenije, sedaj Stranke mladih - zeleni Evrope, članice stranke Evropskih Zelenih.
Leta 2008 je na državnozborskih volitvah v okraju Pesnica kandidiral za poslanca ter dosegel 1.196 glasov oz. 12.61%.
Na lokalnih volitvah leta 2010 je kandidiral za župana občine Šentilj in dosegel 48.31% glasov.
Na državnozborskih volitvah leta 2011 je kandidiral na listi svoje stranke. Po uspešni kampanji in dobrih izgledih se listi več zelenih strank v finišu kampanje ni uspelo prebiti v ospredje in tudi ne v DZ. Po volitvah je napovedal svoj odstop, ki ga je kljub prepričevanju, da ostane, kasneje izvedel soglasno v dogovoru z vodstvom stranke leta 2012.
Od leta 2009 je predsednik Rejniškega društva Slovenije, katerega soustanovitelj je bil v letu 2006.
Aprila 2022 je na državnozborskih volitvah v okraju Pesnica kandidiral za poslanca na listi Gibanje Svoboda ter bil z rezultatom 3.890 glasov (33,94%) izvoljen v državni zbor.

### Mednarodno
V času študija je sodeloval na več mednarodnih konferencah.
Marca 2007 je bil prvič izvoljen v vodstvo največjega združenja pri Evropskih zelenih »Zeleni dialog vzhod – zahod« (Green East - West Dialogue), leta 2010 ponovno. V okviru stranke Evropskih zelenih je deloval kot delegat na Svetih in Kongresih stranke ter bil član Kolegija predsednikov.